# Triphyllozoon arcuatum
Triphyllozoon arcuatum is een mosdiertjessoort uit de familie van de Phidoloporidae. De wetenschappelijke naam van de soort is voor het eerst geldig gepubliceerd in 1889 door MacGillivray.